# ليسلوت تومس-هاينريش
ليسلوت تومس-هاينريش (بالإنجليزية: Lieselotte Thoms-Heinrich)‏‏ (29 أكتوبر 1920 في برلين - 14 يوليو 1992 ) سياسية من ألمانيا.